# Joeropsis gertrudae
Joeropsis gertrudae là một loài chân đều trong họ Joeropsididae. Loài này được Mueller miêu tả khoa học năm 1989.